# مانتزیانا
مانتزیانا (به ایتالیایی: Manziana) یک کومونه در ایتالیا است که در استان رم واقع شده‌است.

## خصوصیات
مانتزیانا ۲۳٫۸ کیلومترمربع مساحت و ۶٬۵۲۰ نفر جمعیت دارد و ۳۶۹ متر بالاتر از سطح دریا واقع شده‌است.